# Gmina Mozirje
Mozirje – gmina w Słowenii. W 2002 roku liczyła 6231 mieszkańców.

## Miejscowości
Miejscowości wchodzące w skład gminy Mozirje:
- Brezje
- Dobrovlje pri Mozirju
- Lepa Njiva
- Ljubija
- Loke pri Mozirju
- Mozirje – siedziba gminy
- Radegunda
- Šmihel nad Mozirjem